# Pnigalio phragmitis
Pnigalio phragmitis is een vliesvleugelig insect uit de familie Eulophidae. De wetenschappelijke naam is voor het eerst geldig gepubliceerd in 1954 door Erdös.